# Caesalpinia epifanioi
Caesalpinia epifanioi är en ärtväxtart som beskrevs av J.L.Contr. Caesalpinia epifanioi ingår i släktet Caesalpinia och familjen ärtväxter. Inga underarter finns listade i Catalogue of Life.